# Philippine Daily Inquirer
Le Philippine Daily Inquirer, appelé communément Inquirer, est un des journaux les plus lus aux Philippines, diffusé à environ 270 000 exemplaires par jour, et lu par 1,516 million de lecteurs en 2005[réf. nécessaire] (estimations). Créé en 1985, il est membre du Asia News Network.